# Araña (patinaje)

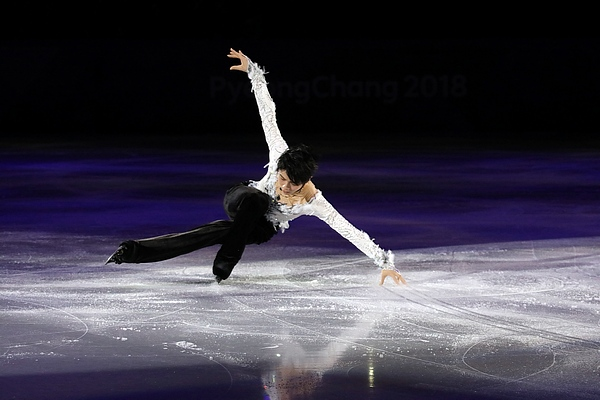
Yuzuru Hanyu ejecutando una araña con el filo interior.

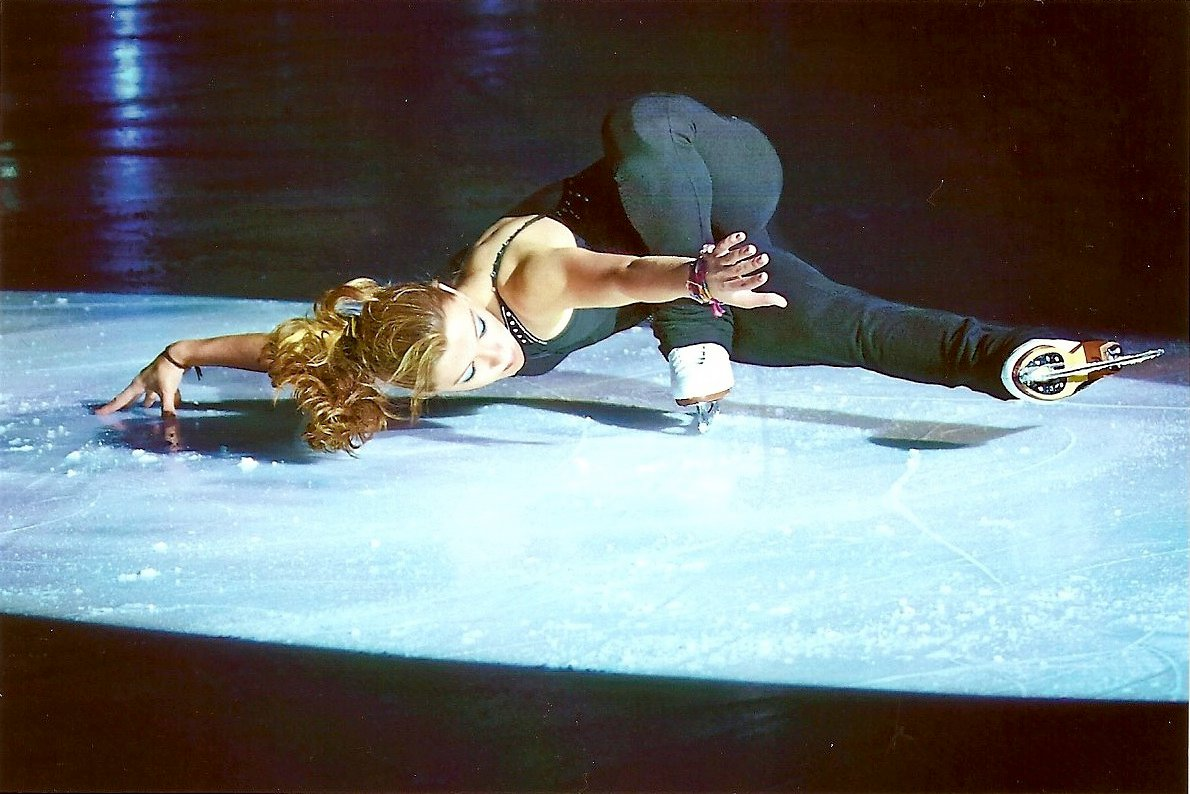
Dimitra Korri ejecuta una araña con una mano.

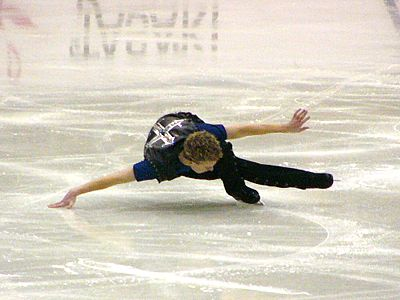
Timothy Goebel realiza una araña.

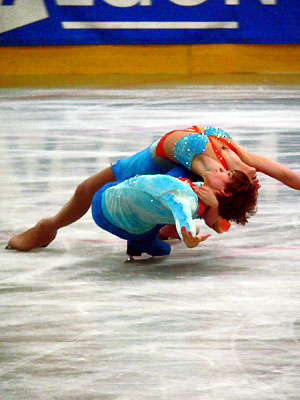
La araña como elemento de danza sobre hielo.

La araña es un movimiento de filo o paso de patinaje artístico en el que el patinador se desliza en un filo marcado con el cuerpo estirado en posición baja, casi tocando el hielo. Diversas variaciones de posición son posibles, pero los patinadores individuales suelen ejecutarlo con el filo interior hacia atrás con la rodilla de la pierna que patina muy flexionada, la pierna libre cruzada por detrás y extendida fuera del círculo, y con el torso inclinado hacia el círculo con dos, una o sin ninguna mano rozando el hielo.

## Historia
Si bien no fue inventado por ellos, este elemento se volvió popular a comienzos de 1990 gracias a la pareja de danza sobre hielo canadiense de Shae-Lynn Bourne y Victor Kraatz.

## Variaciones
- Clásico: dos manos, normalmente sobre el filo interior trasero derecho para las personas diestras.
- Una mano: alejando una mano del hielo, normalmente la derecha para las personas diestras.
- Sin manos: ninguna mano toca el hielo, más difícil inclinar el cuerpo sobre el hielo.
- Agarrado: una araña con una mano en la que la mano libre agarra el pie libre.
- Parejas: considerado como un elemento conjunto o como un elemento en el que una persona hace la araña mientras la pareja realiza como elemento de filos.
- Hombro abierto: el torso mira hacia arriba.